# Zinsertrag
Der Zinsertrag (englisch interest earned) ist im Rechnungswesen der periodenbezogene betriebliche Ertrag für vereinnahmte Zinsen aus zinstragenden Finanzanlagen, der in der Kosten- und Leistungsrechnung übernommen wird. Der korrespondierende Aufwand heißt Zinsaufwand.
Umgangssprachlich wird als Zinsertrag das Ergebnis der Verzinsung einer Geldanlage verstanden (Kapitalertrag). Der Zinsertrag wird handelsrechtlich „sonstige Zinsen und ähnliche Erträge“ genannt und ist nach § 275 Abs. 2 Nr. 11 HGB (Gesamtkostenverfahren) bzw. Nr. 10 HGB (Umsatzkostenverfahren) gesondert auszuweisen. Zusammen mit dem Zinsaufwand kann der Zinsertrag als „Zinsergebnis“ dargestellt werden. Allerdings verbietet das Saldierungsverbot des § 246 Abs. 2 HGB eine direkte Verrechnung der Zinserträge mit den Zinsaufwendungen. Vereinnahmte Zinsen entlasten als Ertrag die Gewinn- und Verlustrechnung und verbessern als Einnahme die Liquidität eines Unternehmens.

## Inhalt
Zum Zinsertrag gehören nach
- Art der Zinsen: Festzinsen oder variable Zinsen, vereinnahmte Verzugszinsen, auch in Fremdwährung;
- Schuldner der Zinsen: Bankzinsen, Anleihezinsen, Zinserträge aus Schuldscheindarlehen und Gesellschafterdarlehen. Die Zinserträge einer Komplementärgesellschaft aus Gesellschafterdarlehen stehen nicht im Zusammenhang mit ihrer Beteiligung an der Kommanditgesellschaft, sondern sind eine Vergütung wegen Darlehensüberlassung, die als Zinsertrag anzusehen ist.

Voraussetzung ist regelmäßig, dass es sich um Zinsen handelt, die eine laufzeitabhängige Komponente enthalten.

## Abgrenzungen
Ein Sonderfall ist das von Kunden in Anspruch genommene Skonto. Hierbei handelt es sich nach § 277 Abs. 1 HGB um Erlösschmälerungen, die von den Umsatzerlösen abzuziehen sind und daher nicht Bestandteil des Zinsertrages werden. Ferner ist der Zinsertrag von der Position „sonstige betriebliche Erträge“ (§ 275 Abs. 2 Nr. 4 HGB) abzugrenzen. Hier werden sämtliche Erträge erfasst, die weder zu den Umsatzerlösen noch – mangels Zinscharakter – zu den Zinserträgen gehören. Eine weitere Abgrenzung wird zu den Beteiligungserträgen (Nr. 9) zu ziehen sein. Hier sind alle Erträge zu verbuchen, die als Gewinne oder Dividenden aus der Beteiligung an anderen Unternehmen resultieren. Stammen die Erträge aus anderen Wertpapieranlagen oder Ausleihungen, so gehören sie in die Position „Erträge aus anderen Wertpapieren und Ausleihungen des Finanzanlagevermögens“ (Nr. 10).

## Kreditinstitute und Versicherungen
Während bei Nichtbanken der Zinsertrag eine eher unbedeutende Ertragsquelle darstellt, ist er bei Kreditinstituten die wichtigste Einnahmequelle und von hoher geschäftspolitischer Relevanz. Bei dieser Unternehmensgruppe kann seine Bedeutung mit der der Umsatzerlöse bei Nichtbanken verglichen werden. Darin enthalten sind bei Banken beispielsweise Zinserträge aus Kredit- und Geldmarktgeschäften und aus festverzinslichen Wertpapieren. Deshalb sind die Zinserträge die Grundlage für die Berechnung der betriebswirtschaftlichen Kennzahl der Zinsspanne. Auch bei Versicherungen spielt der Zinsertrag (Erträge aus Kapitalanlagen und Zinserträge) im so genannten nichtversicherungstechnischen Ergebnis eine große Rolle.

## International
In Österreich ist die Berücksichtigung des Zinsertrags in der Gewinn- und Verlustrechnung in § 231 Abs. 2 Nr. 12 UGB (Gesamtkostenverfahren) und § 231 Abs.  3 Nr. 11 UGB (Umsatzkostenverfahren) geregelt. In der Schweiz heißt der Zinsertrag „Finanzertrag“ und ist in Art. 959b Abs. 2 Nr. 7 OR (Gesamtkostenverfahren) oder Art. 959b Abs. 3 Nr. 4 OR (Umsatzkostenverfahren) erwähnt.
Nach IAS/IFRS dürfen die vereinbarten Zinsen für Forderungen, die eine Wertminderung aufweisen (für die also eine Einzelwertberichtigung nach IAS gebildet wurde) nicht als Zinsertrag verbucht werden. Als Zinsertrag wird das Aufzinsungsergebnis des Restbuchwertes erfasst (siehe Unwinding).